# Хуго IV фон Монфор-Фелдкирх
Хуго IV фон Монфор-Фелдкирх (на немски: Hugo IV, Graf von Montfort-Feldkirch; † 11 август 1310 в Шафхаузен) от рода на пфалцграфовете на Тюбинген е граф на Монфор-Фелдкирх във Форарлберг в Австрия.

## Биография
Той е най-големият син на граф Рудолф II фон Монфор-Фелдкирх († 1302) и съпругата му Агнес фон Грюнинген († сл. 1265/1328), дъщеря на граф Хартман I фон Грюнинген († 1280) и първата му съпруга фон Езелсберг († 1252), дъщеря на Белрайн фон Езелсберг. Внук е на граф Хуго II фон Монфор-Брегенц († 1260) и Елизабет фон Берг-Шелклинген-Бургау. Правнук е на пфалцграф Хуго II фон Тюбинген († 1182) и Елизабет фон Брегенц-Пфуллендорф († 1216), дъщеря на граф Рудолф фон Брегенц, Кур и Пфулендорф († 1160) и принцеса Вулфхилд Баварска († сл. 1156), дъщеря на Хайнрих Черния († 1125), херцог на Бавария (Велфи). Племенник е на Рудолф I († 1219), пфалцграф на Тюбинген, Фридрих III фон Монфор († 1290), епископ на Кур (1282 – 1290), Вилхелм фон Монфор († 1301), княжески абат на Санкт Гален (1281 – 1301).
Брат е на Рудолф III фон Монфор († 1334), епископ на Констанц (1322 – 1334), викар-генерал на Кур, и Улрих II фон Монфор († 1350), викар-генерал на Кур.
Той е от влиятелния и богат швабски род Монфор/Монтфорт, странична линия на пфалцграфовете на Тюбинген. От 1207 г. наследниците се наричат на дворец Монфор във Форарлберг „граф на Монфор“. Последният граф на Монфор-Фелдкирх, син му Рудолф IV продава 1375 г. градът и господството Фелдкирх на австрийския херцог Леополд III Хабсбург.
Хуго IV фон Монфор-Фелдкирх е убит на 11 август 1310 г. в Шафхаузен.

## Фамилия
Хуго IV фон Монфор-Фелдкирх се жени за Анна фон Феринген († сл. 1320), дъщеря на граф Хайнрих II фон Феринген († сл. 1282) и Верена фон Клинген († пр. 27 юли 1314). Те имат децата:
- Бертхолд I фон Монфор-Фелдкирх († 18 януари 1318)
- Фридрих III фон Монфор († 13/25 март 1321)
- Хуго VI (VII) фон Монфор-Фелдкирх-Тостерс († 29 март 1359), женен I. за Берта фон Кирхберг († 22 юли 1371), II. пр. 8 април 1362 г. за Маргарета фон Фюрстенберг († 28 юни 1362)
- Рудолф IV фон Монфор-Фелдкирх († 13 март 1375), женен I. 1332 г. за Анна фон Берг-Шелклинген († пр. 8 април 1362), II. за Елизабет фон Неленбург († сл. 1399)
- София фон Монфор († сл. 1346), омъжена за Фридрих Тумб фон Нойбург († 1316)
- Катарина фон Монфор († сл. 1343), омъжена г. за Хайнрих V фон Тенген, майор на Цюрих († между 24 ноември 1350/1 март 1352)
- Анна фон Монфор († сл. 27 октомври 1373), омъжена 1323 г. за (Готц) Готфрид фон Фюрстенберг-Филинген († 12/21 юни 1341)
- ? Елизабет фон Монфор, омъжена за граф Бертхолд фон Айхайм († 1330)